# Ben Moon
Ben Moon (* 13. června 1966 Londýn) je bývalý reprezentant a britský sportovní lezec, který jako první přelezl cestu Hubble obtížnosti 8c+, později ohodnocenou jako 9a. V roce 1986 získal stříbro na mezinárodních závodech Sportroccia (stříbro) a v roce 1993 jako první zvítězil v celkovém hodnocení světového poháru v kombinaci disciplín (tehdy jen obtížnost a rychlost).

## Výkony a ocenění
Na konci osmdesátých a počátku devadesátých let byl jedním z nejlepších sportovních lezců s prvními přelezy mnoha obtížných cest. V 18 letech byl schopen přelézt cestu Statement of Youth (8a). V roce 1990 přelezl v Anglii cestu Hubble, 8c+, první cestu na světě v této obtížnosti, kterou Adam Ondra v roce 2012 ohodnotil stupněm 9a a těžší než Action Direct), až v roce 2016 ji jako první cizinec přelezl Alexander Megos.
Je také známý prvními přelezy cest Maginot linie a Agincourt (obě 8c francouzské klasifikace) ve Francii roku 1989. Obě cesty dlouho odolávaly místním lezcům a když uspěl, pojmenoval je provokativně po francouzských historických porážkách. V roce 2004 založil horolezeckou společnost Moon a později S7. V roce 2015 přelezl cestu Rainshadow, svou druhou cestu v klasifikaci 9a.
V roce 1995 vydal Heinz Zak knihu Rock Stars, kde je Ben Moon mezi nejlepšími skalními lezci spolu s dalšími sedmi Brity.
V roce 2015 vyšla o jeho životě kniha Statement - The Ben Moon Story a po 25 letech vylezl také svou druhou cestu obtížnosti 9a ve svých téměř 49 letech.

### Závodní výsledky
| Sportroccia | Sportroccia |
| Rok         | 1986        |
| ----------- | ----------- |
| Obtížnost   | 2           |

| Mistrovství světa | Mistrovství světa |
| Rok               | 1993              |
| ----------------- | ----------------- |
| Obtížnost         | 45-49             |

| Světový pohár | Světový pohár    | Světový pohár       |
| Rok           | 1991             | 1993                |
| ------------- | ---------------- | ------------------- |
| Obtížnost     | 11               | 11-12               |
| jednotlivě*   | 5,-,-,-5,-,10-16 | -,6,19-22,29-30,9,8 |
|               |                  |                     |
| Rychlost      | —                | 4                   |
| jednotlivě*   | —                | 4,,-                |
|               |                  |                     |
| Kombinace     | —                | 1                   |

* Poznámka: nalevo jsou poslední závody v roce

### Skalní lezení
- 1984: Statement of Youth, 8a, Pen Trwyn, GB, první přelez
- 1985: Relevations, 8a+, Raven Tor, GB, opakování
- 1986: Zeke the Freak, 8b, Rubicon Wall, GB, první přelez
- 1986: Chouca, 8a+, Buoux, Francie
- 1989: Agincourt, 8c, Buoux, Francie, první přelez
- 1989: Maginot Line, 8c, Volx, Francie, první přelez
- 1990: Hubble, 8c+, Raven Tor, GB, první přelez
- 1991: The Undertaker, 5.13d, Eldorado, USA, první přelez
- 1991: Sea of Tranquilitz, 8c, Pen Trwyn, GB, první přelez
- 2015: Rainshadow, 9a, Malham Cove, Anglie (Steve Mcclure, 2003), 3. opakování

### Bouldering
- 1987: The Thing, 8a/8A+, Cressbrook, GB, první přelez
- 1994: The Dominator, 8A+, GB, první opakování

## Filmografie
- 1994: One Summer: Bouldering in the Peak
- 1996: The Real Thing, Velká Británie / Francie, 53 min
- 1998: Hard Grit
- 2001: Stick It
- 2001: Stone Love
- 2006: Winter Sessions